# VI. Ferdinánd spanyol király
VI. Ferdinánd (ismert jelzői: a megfontolt és az igazságos, spanyolul: el Prudente, el Justo; Madrid, Spanyolország, 1713. szeptember 23. – Villaviciosa de Odón, Spanyolország, 1759. augusztus 10.), Spanyolország királya 1746. július 9-től 1759. augusztus 10-én bekövetkezett haláláig. A Bourbon-ház harmadik uralkodója volt a spanyol trónon. Ő volt V. Fülöp spanyol király és első felesége, Savoyai Mária Lujza királyné legkisebb fia.
Ferdinánd uralkodása békésnek bizonyult, mivel elkerülte, hogy a Spanyol Birodalom bevonódjon az európai konfliktusokba. Regnálása kezdetén háttérbe szorította mostohanyját, apja második feleségét, Farnese Erzsébetet. Uralkodása alatt számos reformot hajtottak végre, kezdve a mérsékelt adózástól, a haditengerészet újjászervezésén át, a cigányság üldöztetéséig és a szabadkőművesség betiltásáig. Szeretett feleségétől, Mária Borbála királynétól nem születtek gyermekei. Ferdinánd utolsó éveiben felesége halála okán apjához hasonlóan depressziós lett és mentális instabilitás jellemezte. A trónon féltestvére, III. Károly követte.

## Ifjúkora

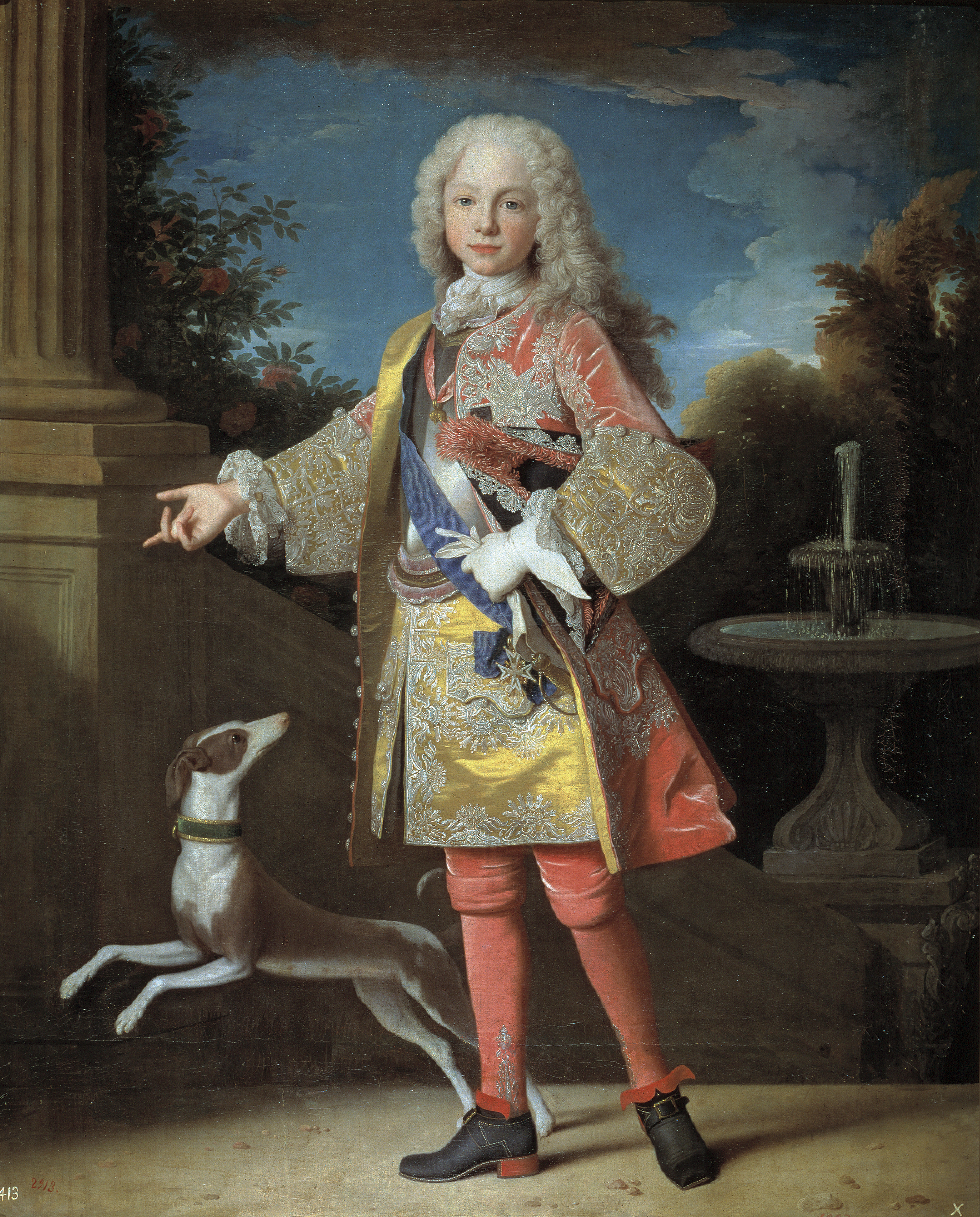
Az ifjú Ferdinánd portréja 1723-ból (Jean Ranc)

Ferdinánd a madridi királyi fellegvárban született 1713. szeptember 23-án. Ő volt V. Fülöp spanyol király első házasságából való négy fia közül a legfiatalabb. Születésekor csak két fivére, Lajos és Fülöp Péter infánsok éltek. Mindössze öt hónapos volt, amikor édesanyja, Mária Lujza királyné betegség következtében elhunyt. Apja a tanácsadói javaslatára még hitvese halála évében, 1714-ben feleségül vett egy itáliai hercegnőt, Farnese Erzsébetet. Az ambiciózus nő további hét gyermeket szült a királynak, egyúttal de facto az ország uralkodója is lett. Saját gyermekein kívül nem szerette mostohafiait, akadályként tekintett rájuk.
1719 karácsonyán fiatalabb bátyja, Fülöp Péter is elhunyt. Legidősebb testvére, Asztúria hercege tizenhét esztendős volt, amikor apjuk lemondott a javára 1724. január 14-én. Lajos ténylegesen azonban sosem tudott uralkodni, mivel nyolc hónappal később, szeptember 6-án fekete himlő következtében meghalt. Felesége hatására Fülöp visszaült a trónra, az ekkor tíz éves Ferdinánd pedig apja örököseként megkapta az Asztúria hercege (spanyolul: Príncipe de Asturias) címet.
Magányosnak tekinthető gyermekkora okán Ferdinánd melankolikus, félénk és bizalmatlan volt saját képességei tekintetében. Legnagyobb örömét a vadászatban és a zenében lelte. Barátja és pártfogója volt a kor egyik legismertebb kasztrált énekesének, Farinellinek.

### Házassága

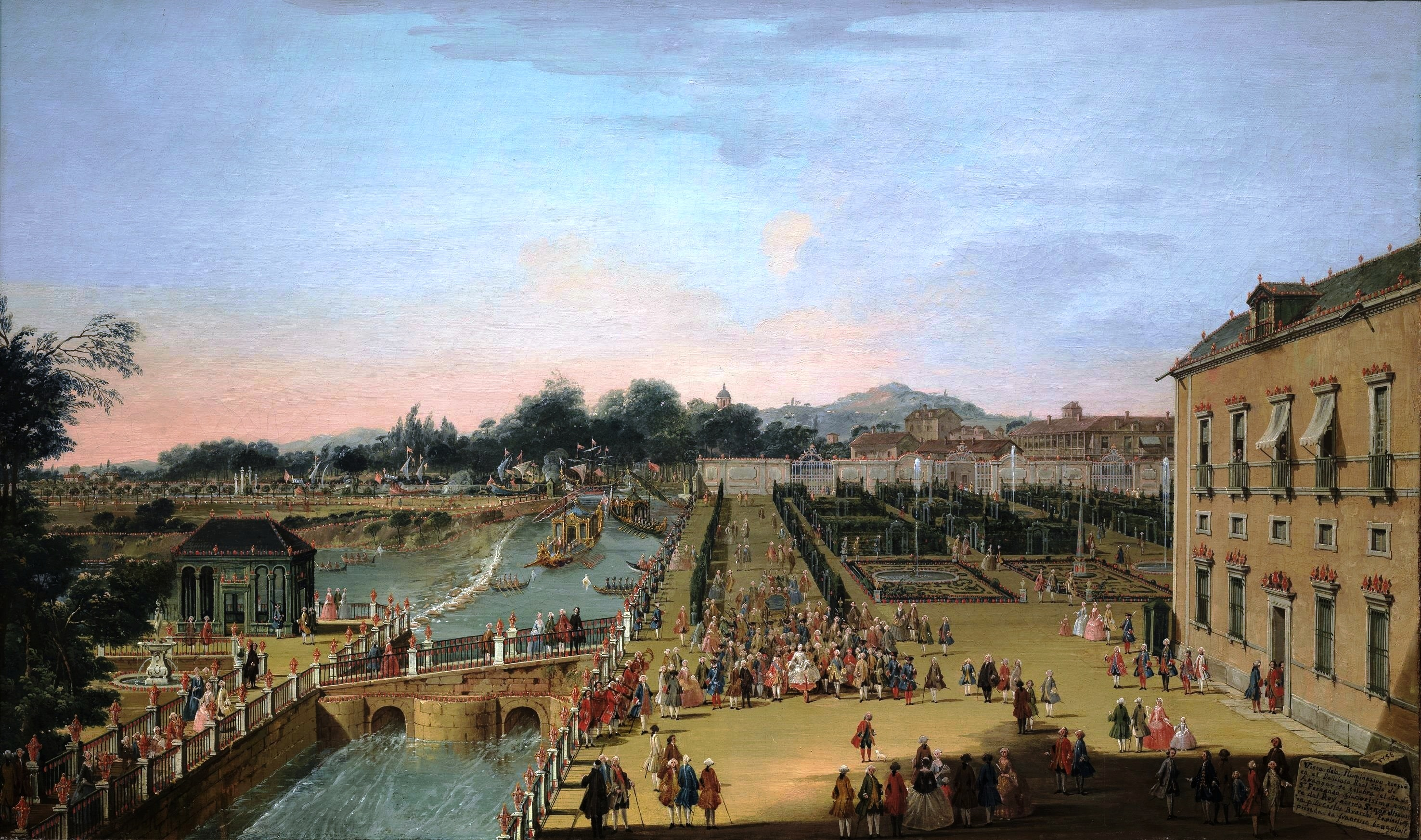
VI. Ferdinánd és Borbála királyné nagy kíséret mellett az aranjuezi királyi palota kertéjében (Francesco Battaglioli, 1756.)

A tizenöt esztendős Asztúria hercege 1729. január 19-én vette feleségül a tizenhét éves Mária Borbálát, V. János portugál király legidősebb leányát. Mivel kettős-házasság volt, így ezzel egyidejűleg Ferdinánd féltestvére, a korábban a francia dauphinnak ígért Mária Anna Viktória hozzáment Borbála testvéréhez, Brazília hercegéhez. Az esküvőt egy külön erre az alkalomra készített hídon celebrálták a spanyol–portugál határfolyón, Badajoz közelében.
Borbála a kortárs leírások alapján nem volt szép, ám a felek között hamar bizalmi viszony alakult. Összekötötte őket a művészet és zene iránti odaadásuk. Idővel Ferdinánd mindenben kikérte felesége véleményét, aki legfőbb tanácsadójává lett. 1733-tól a párt Erzsébet királyné lényegében háziőrizetben tartotta, azt is megtiltotta nekik, hogy külföldi diplomatákkal –  a francia és portugál nagyköveteken kívül – találkozzanak. Ez trónra kerülve hozzájárult Ferdinánd uralkodásának kezdeti politikai tapasztalatlanságához. Ferdinánd és gyenge egészségű felesége huszonkilenc évig tartó házassága utódok nélküli maradt.

## Uralkodása
1746. július 9-én elhunyt V. Fülöp spanyol király. A Spanyol Birodalom ekkor hadban állt Ausztriával az osztrák örökösödési háború révén, az ország valódi kormányzását pedig Ferdinánd mostohaanyja, Farnese Erzsébet folytatta. Alig egy héttel trónra kerülésével az akkor harminckét éves Ferdinánd mostohája és annak itáliai kíséretének félreállításával kezdte uralkodását. Erzsébetet száműzte Madridból, neki és két kisebb gyermekének, Ferdinánd féltestvéreinek, Lajos Antal infánsnak és Mária Antóniának a La Granja de San Ildefonsó-i királyi palotában jelölte ki új rezidenciáját.
Az osztrák háború két év múlva az 1748-as aacheni békeszerződéssel lezárult, anélkül, hogy Spanyolországnak bármilyen előnye is származott volna. Ezt követően Ferdinánd a semlegesség és béke politikáját hirdette külföldön, hogy lehetővé tegye a reformokat az országán belül. Uralkodását meghatározta két fő miniszterének, a frankofil Ensenada márkinak és a Nagy-Britanniával való szövetséget szorgalmazó José de Carvajal y Lancasternek csatározása, amely végül 1754-ben egy harmadik személy, Ricardo Wall előtérbe kerülésével és a monarchia új meghatározó szereplővé válásával ért véget.

### Utolsó évei

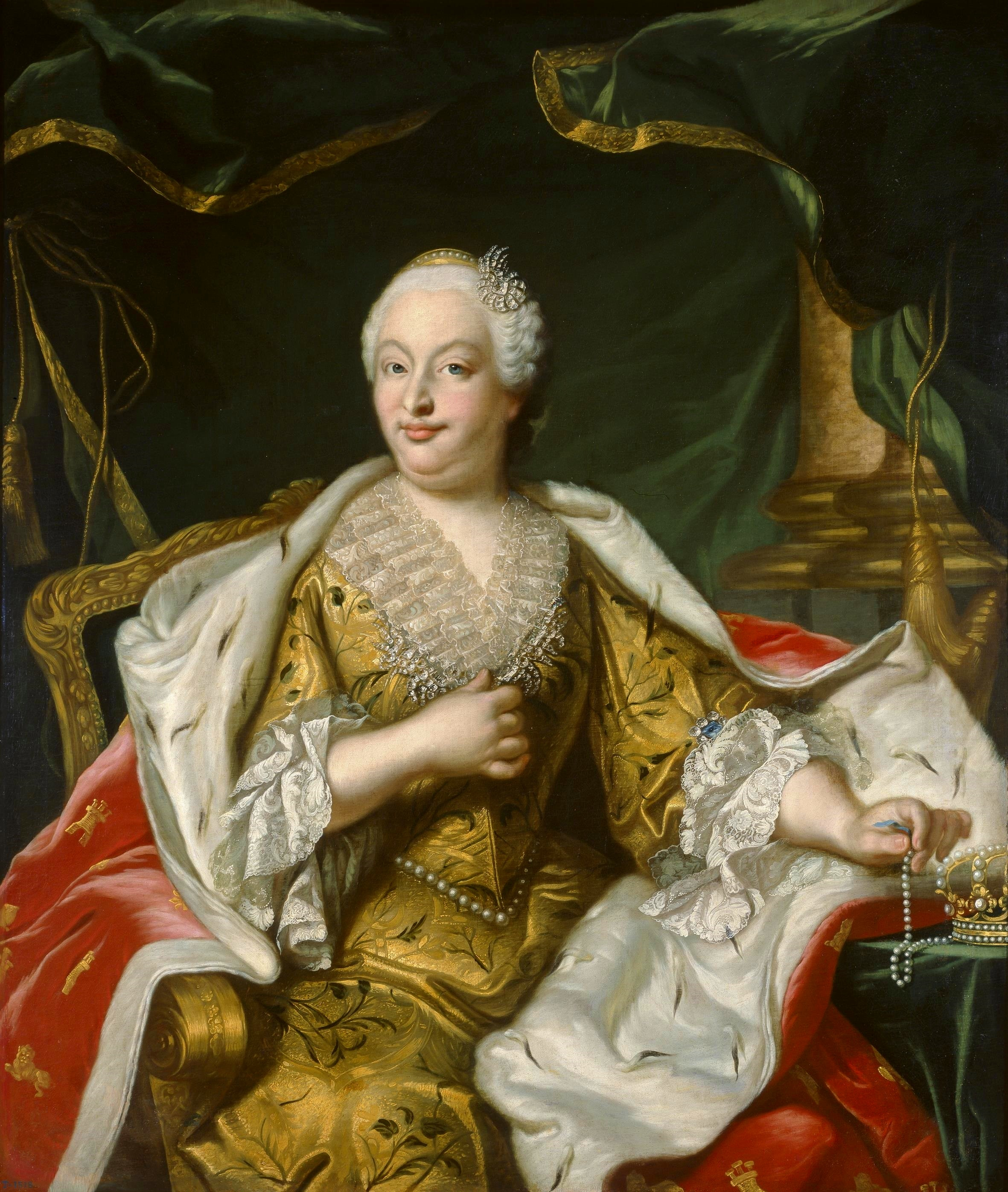
Szeretett felesége, az idősebb korára túlsúlyossá váló Mária Borbála királyné

Az amúgy is betegeskedő Mária Borbála királyné egészségügyi állapota az 1750-es évek második felére még inkább meggyengült. Folyamatos köhögések gyötörték, ami miatt gyakran kellett az udvari etikett szerint zajló ceremóniákat felfüggeszteni. 1758 tavaszán a királyi pár az aranjuezi rezidenciájukra indult, hogy a királynét ott gyógykezelésben részesítsék. Az utat szakaszosan tették meg, hogy az a legkevésbé se terhelje meg a szervezetét. Aranjuezbe érve kezdetben úgy tűnt, hogy Borbála jobban van, állapota javul. Hamarosan azonban visszatértek fájdalmai, magas láz kezdte gyötörni. Végül 1758. augusztus 27-én hajnalban, több napos gyötrelmes betegeskedés után a királyné elhunyt.
Szeretett hitvesének halála annyira megrázta a királyt, hogy saját mentális és fizikai állapota is rohamos romlásnak indult. Ferdinánd nem vett részt felesége temetési menetén, ami Madridba szállította a királyné holttestét. Helyette még Borbála halálának napján féltestvére, Lajos Antal infáns Villaviciosa de Odónban található kastélyába utazott. Pár nappal ott tartózkodása után megjelentek a betegségének első tünetei. depresszió és mentális zavarok jelentkeztek, ám a betegsége pontos diagnózisa máig ismeretlen. Nem evett, ami miatt fizikai állapota is meggyengült. Téveszméi voltak, mosdatlanul, hálóruhában tengette mindennapjait. Többször próbált öngyilkosságot is elkövetni.
A legyengült és beteg Ferdinánd király 1759. augusztus 10-én, egy évvel felesége halála után hunyt el, uralkodásának tizenharmadik évében. Mivel Ferdinánd az államügyekkel nem foglalkozott, ezt az 1758 augusztusa és 1759 augusztusa közötti egy éves időszakot „király nélküli év” (spanyolul: año sin rey) néven emlegetik a spanyol történelemben. Mivel nem születtek gyermekei, így utódja a spanyol trónon az ekkor a Nápolyi Királyságban VIII. Károly néven uralkodó fivére lett. Ferdinándnak és Borbálának közös ma is megtalálható madridi mauzóleumát már testvére, Károly építette, a munkálatok 1765-ben fejeződtek be. Amíg fivére, az új király Nápolyból Madridba érkezett, az ország régense hivatalosan is mostohanyja, az általa száműzött Farnese Erzsébet lett, akinek később már saját fia, Károly sem engedett beleszólást a spanyol politikába.

## Heraldika

VI. Ferdinánd címerei
Ferdinánd címere mint spanyol infáns[2]
Címere mint Asztúria hercege[3]
Címere mint Sapanyolország királya[4]